# Дома и в пути
Дома и в пути (англ. Home and Away) — австралийский телесериал, который дебютировал 17 января 1988 года на «Seven Network».

Сериал является второй самой продолжительной австралийской драмой, став одной из самых популярных австралийских мыльных опер. Пилотный эпизод был показан в качестве девяносто минут телевизионного фильма. В настоящее время транслируется с понедельника по четверг в 19:00. Сериал снимался в Новом Южном Уэльсе. Сериал был успешен в нескольких странах. Он пользуется популярностью в Великобритании и Ирландии. Шоу остаётся успешным в Новой Зеландии, и Франции, где называется «Summer Bay». «Дома и в пути» является самой успешной программой в истории Logies и заработал в общей сложности 42 Logie Awards.

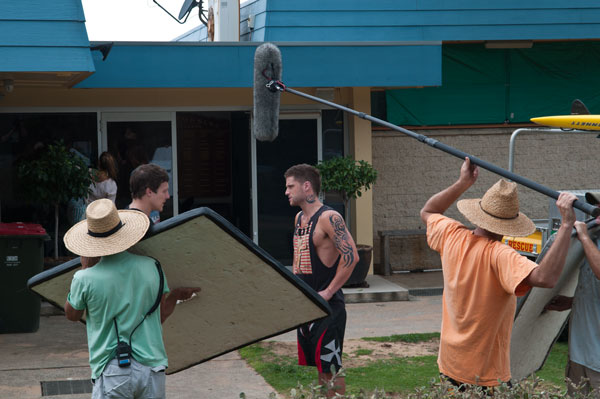
Стив Пикок и Дэниел Юинг во время съёмок в 2011 году

## История

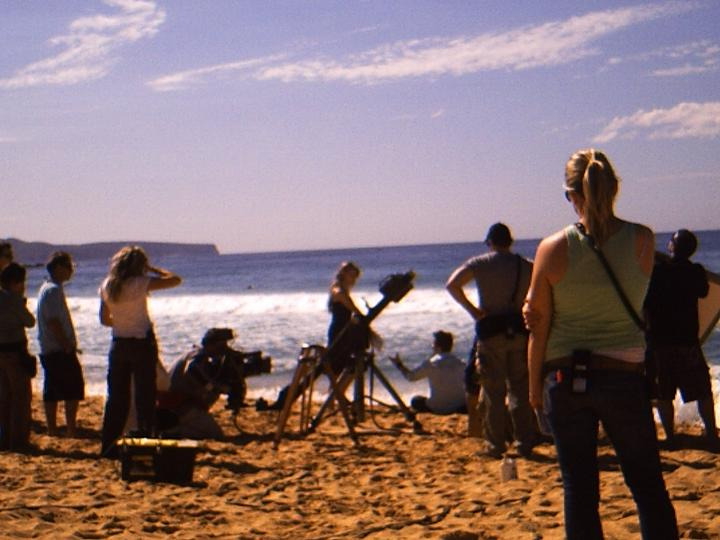
Индиана Эванс, Марк Ферз и экипаж во время съёмок

«Seven Network» отменил свою мыльную оперу «Соседи» 12 июля 1985 из-за низких рейтингов, а соперник «Network Ten» поднял его и сделал его успешным. Пару лет спустя, глава Seven Network, Алан Бейтман, начал работать над ещё одной мыльной оперой, которая не была копией «Соседи». Бейтман отправился в Новый Южный Уэльс и стал общаться с местными жителями, рассказывая им о своём предстоящем проекте, предлагал им принять в нём участие. Изначально, сериал назывался «Убежище», но вскоре название было изменено на «Дома и в пути».

## Синопсис
Изначально сериал был сосредоточен на семье Флетчер — Пиппа и Том, и их пятерых приёмных детей: Фрэнк Морган, Карли Моррис, Линн Давенпорт, Стивен Мэтисон и Салли Китинг (позже Флетчер). Они купили парк и быстро построили крепкие дружеские отношения с местными жителями: Айлза Стюарт, Альф Стюарт, и Невилл и Флосс Макфи. В первом сезоне были задеты тематические сюжетные линии, например, подростковая беременность, наркомания, алкоголизм, передозировка наркотиков.

## Производство
Все декорации для сериала не были проклеены в Epping студии до 2010 года. После закрытия этих студий в начале 2010 года, эпизоды были записаны на плёнку в технологическом парке. Наружные сцены выявляются на месте, в основном, на Палм-Бич, и на Рыбацкой пляже. Сериал снимали в Мельбурне два раза. «Дома и в пути» изначально записывался на стандартную видеоплёнку с 1988 года, но в середине 2003 года эта операция прекратилась. «Дома и в пути» можно просматривать в HD и в других странах, таких как Ирландия на RTÉ Two HD и в Великобритании на Channel 5 HD.

## Сюжетные линии
На протяжении многих лет сериал имел дело с некоторыми очень спорными вопросами. В нём существует ряд сюжетных линий, связанных с более взрослыми темами, в том числе насилие в семье, издевательства (внутри и за пределами школы), зависимость от азартных игр, подростковая беременность, расизм, сексуальное насилие, лекарственная зависимость, прелюбодеяние, противоправное лишение свободы, самоубийство, убийство, гомосексуализм, инцест и жестокое обращение с детьми.

## Споры

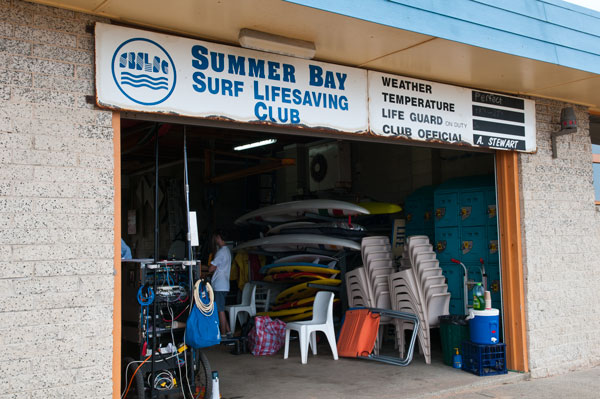
Клуб сёрферов был характерной чертой сериала

«Дома и в пути» был самым спорным сериалом на австралийском телевидении. С 1 июля 2005 года по 30 июня 2006 года было подано 23 письменные жалобы о сериале. В марте 2009 года, утверждалось, что Seven Network согласились цензурировать сцену с лесбийским поцелуем, после давления со стороны религиозных групп. Эта акция была публично осуждена с нескольких сторон, в том числе средствами массовой информации. В июле 2009 года бывший актёр сериала, Брайан Вайсман, обвинил в The Sunday Telegraph создателей «Дома и в пути» в пропаганде культуры злоупотребления наркотиками и алкоголем среди молодых членов семьи. Последовали инциденты, связанные с актёрами Джоди Гордоном и Линкольном Льюисом.